# Christoph Redecker
Christoph Redecker, auch Redeker (* 10. November 1652 in Osnabrück; † 15. Januar 1704 in Rostock) war ein Rechtswissenschaftler, Hochschullehrer und Bürgermeister von Rostock.

## Leben
Redecker zog 1661 zu seinem Onkel, dem Professor Heinrich Rudolph Redeker, nach Rostock. 1666 wurde er an der Universität Rostock immatrikuliert. Ab 1667 ging er an das Gymnasium Stettin, anschließend ab 1672 studierte er Rechtswissenschaften an der Universität Rostock. 1674 und 1675 unternahm er mit seinem Onkel Reisen, ab 1676 war er als Hofmeister tätig. Er bereiste in dieser Zeit unter anderem Holland, England und Frankreich.
Redecker wurde 1682 an der Universität Greifswald zum Dr. iur. promoviert und dann 1685 ordentlicher Professor der Rechte an der Universität Rostock sowie Assessor beim Konsistorium. Am 24. Februar 1693 erfolgte die Ernennung zum Senator in Rostock, am 7. März desselben Jahres zum Bürgermeister.

## Werke
- De comitiis eorumque iuribus, Rostock 1684.
- De venatione eiusque iuribus, Rostock 1685.
- De feudis, 1690.
- De fictione iuris civilis, 1690.
- De decimis laicorum in terris protestantium, 1691.